# Libkov (okres Chrudim)
Obec Libkov se nachází v okrese Chrudim, kraj Pardubický. Žije zde 88 obyvatel. K obci patří osady Lupoměchy a Spáleniště (něm. Spalenischt).

## Historie
První písemná zmínka o obci pochází z roku 1329.

## Pamětihodnosti
- Vodní mlýn
- Buk u Libkova – památný strom (buk lesní) v poli nad usedlostí čp.10

## Rodáci
- Jindřiška Radová (1925–2021), česká keramička